# Ranunculus balangshanicus
Ranunculus balangshanicus W.T. Wang – gatunek rośliny z rodziny jaskrowatych (Ranunculaceae Juss.). Występuje endemicznie w Chinach, w północno-zachodniej części prowincji Syczuan.

## Morfologia
PokrójBylina o lekko owłosionych pędach. Dorasta do 5–10 cm wysokości.
LiścieMają nerkowaty lub nerkowato pięciokątny kształt. Mają 0,5–1,5 cm długości oraz 1,5–2 cm szerokości. Są lekko skórzaste. Nasada liścia ma sercowaty kształt. Są karbowane lub falisto wcięte, z zaokrąglonym lub tępym wierzchołkiem. Ogonek liściowy jest mniej lub bardziej owłosiony i ma 1,5–5 cm długości.
KwiatySą pojedyncze. Pojawiają się na końcówkach pędów. Mają żółtą barwę. Dorastają do 15–25 mm średnicy. Mają 5 eliptycznych działen kielicha, które dorastają do 6–7 mm długości. Mają 5 owalnych płatków o długości 7–12 mm.
OwoceNagie niełupki o jajowatym kształcie i długości 1–2 mm. Tworzą owoc zbiorowy – wieloniełupkę o półkulistym kształcie i dorastających do 5 mm długości.

## Biologia i ekologia
Rośnie na skalistych zboczach. Występuje na wysokości do 4300 m n.p.m. Kwitnie w lipcu.